# Samuel Nathaniel Friedel
Samuel Nathaniel Friedel (ur. 18 kwietnia 1899 w Waszyngtonie, zm. 21 marca 1979) – amerykański polityk, członek Partii Demokratycznej. W latach 1953–1971 był przedstawicielem siódmego okręgu wyborczego w Maryland w Izbie Reprezentantów Stanów Zjednoczonych.